# Hrnjanec
Hrnjanec je naseljeno mjesto u Republici Hrvatskoj u Zagrebačkoj županiji. 

## Zemljopis
Administrativno je u sastavu grada Svetog Ivana Zeline. Naselje se proteže na površini od 3,61 km². 

## Stanovništvo
Prema popisu stanovništva iz 2001. godine u Hrnjancu živi 469 stanovnika i to u 147 kućanstava. Gustoća naseljenosti iznosi 129,92 st./km².
| broj stanovnika | 301   | 342   | 368   | 407   | 533   | 572   | 663   | 611   | 637   | 613   | 587   | 512   | 485   | 478   | 469   | 409   | 401   |
|                 | 1857. | 1869. | 1880. | 1890. | 1900. | 1910. | 1921. | 1931. | 1948. | 1953. | 1961. | 1971. | 1981. | 1991. | 2001. | 2011. | 2021. |